# Türker Özenbaş
Türker Özenbaş (ur. w 1936 w Stambule) – turecki strzelec, olimpijczyk.
Wystąpił na Letnich Igrzyskach Olimpijskich 1968 w jednej konkurencji. Zajął 52. miejsce w pistolecie dowolnym z 50 m (startowało 69 zawodników).
W 1971 roku zajął 8. miejsce w pistolecie dowolnym z 50 m podczas igrzysk śródziemnomorskich.

## Wyniki

### Igrzyska olimpijskie
| Igrzyska    | Konkurencja            | Wynik                        | Miejsce | Źródło |
| ----------- | ---------------------- | ---------------------------- | ------- | ------ |
| Meksyk 1968 | Pistolet dowolny, 50 m | 526 pkt. (92–89–87–84–89–85) | 52      | [ 1 ]  |